# André Costa (journaliste)
Pour les articles homonymes, voir André Costa et Costa.
André Frédéric Costa, né à Bruxelles le 7 septembre 1926 et mort le 8 juin 2002 à Châtillon-sur-Seine,, est un journaliste, pilote automobile, navigateur et romancier français.
Charismatique rédacteur en chef du magazine l'Auto-Journal depuis la fondation de la revue en 1950, il a essayé des centaines de voitures avec un style et des connaissances qui ont révolutionné les bancs d'essai automobile. Il a été aussi protagoniste de nombreux raids et aventures en voiture, notamment Paris - Lac Tchad (Tchad) en Citroën SM (1972), dans le Hoggar en Citroën DS, lors du raid Paris-Kaboul-Paris en Citroën GS (1976) et dans nombreuses traversées en automobile de la France et de l'Europe.
Il a remporté le Rallye du Maroc en 1950 comme copilote de Charles Preynat.
Il est également l'auteur d'ouvrages historiques consacrés à la seconde guerre mondiale. Il est également l'auteur d'un roman, une uchronie pendant la seconde guerre mondiale L’Appel du 17 juin.
Il partage son temps entre Paris et Châtillon-sur-Seine, où il finit par s'installer dans la maison de la rue des Avocats, propriété de son épouse Françoise Gandrille. Il est inhumé au cimetière de l'église Saint-Vorles.